# Tónichi
Tónichi es una localidad en el municipio de Soyopa, del estado mexicano de Sonora. Según el censo de 2020, tiene una población de 280 habitantes.
A comienzos del siglo XVII los jesuitas construyeron una iglesia en el lugar.
Tónichi se encuentra en una zona rica en minerales. Cerca del municipio se halla el distrito carbonífero de Santa Clara. 
Cuenta con una estación bioclimática permanente y una pista de aterrizaje para avionetas.

## Toponimia

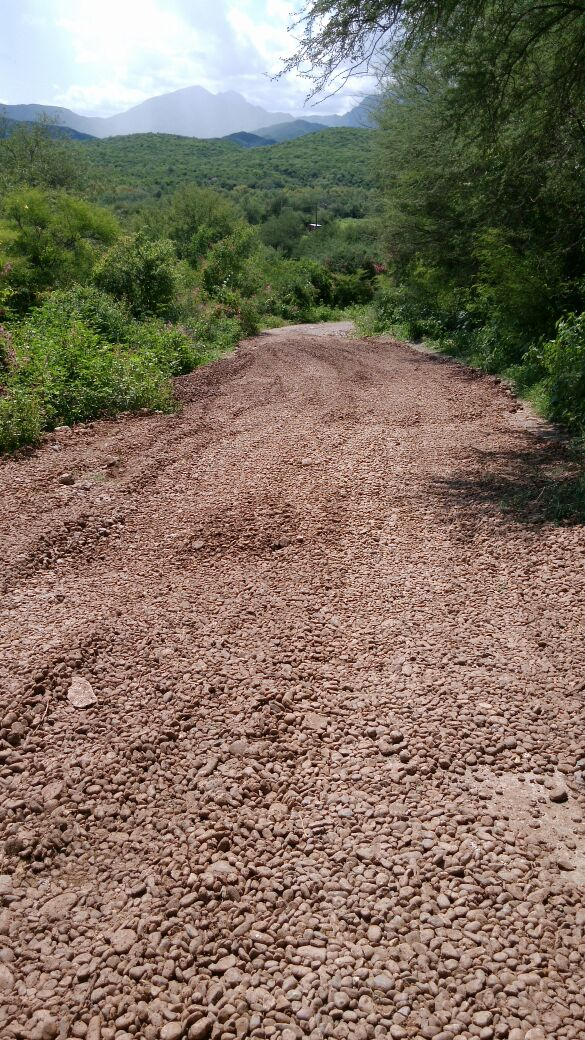
fotos del pueblo

El origen del topónimo Tónichi proviene del idioma eudeves que significa "Toni"caliente, hervido: y "Tzi" lugar, "Lugar en lo caliente"

## Localización
El poblado de Tónichi está ubicado en el este del Estado de Sonora. Su cabecera es el municipio de Soyopa y su altitud es de 180 metros sobre el nivel del mar.

## Principales asentamientos
| Nombre  | Tipo   | Código postal |
| ------- | ------ | ------------- |
| Tonichi | pueblo | 85650         |

## Economía
Las principales actividades económicas son la ganadería y la minería

## Servicios

### Hoteles
Tónichi cuenta con un hotel de nombre "Casa Blanca Posada" el cual es utilizado por personas que vienen a vacacionar en épocas de Semana Santa.

### Servicio Médico
Actualmente cuenta con un centro de salud que atiende necesidades de primer nivel.

### Biblioteca
Cuenta con una biblioteca pública municipal de nombre "Lebardo Velasquez Portillo".

### Tienda Comida y Utensilios Básicos
Actualmente cuenta con 3 tiendas distribuidas en las zonas norte, centro y sur del pueblo (2019).

### Centros Recreativos
Actualmente Tónichi cuenta con un estadio de béisbol.

## Historia
La localidad de Tónichi estuvo poblada desde antiguo por indígenas eudeves, emparentados cercanamente con los ópatas. De hecho un lingüista estadounidense, Jean B. Johnson, recogió hacia 1940 un vocabulario de la lengua hablada en Tónichi, creyendo erróneamente que se trataba de una variedad de lengua ópata aunque el análisis del mismo, tal como demostró R. Escalante revela que la lengua de dicho vocabulario es una variedad de eudeve.

## Festivales
Las principales fiestas que se celebran son la Semana Santa y las típicas: Año Nuevo y Navidad.